# Eclipsea maculapex
Eclipsea maculapex är en fjärilsart som beskrevs av George Francis Hampson 1893. Eclipsea maculapex ingår i släktet Eclipsea och familjen nattflyn. Inga underarter finns listade i Catalogue of Life.